# Rio Bug Ocidental
O rio Bug Ocidental ou Bugue Ocidental (polonês: Bug, ucraniano: Буг ou Західний Буг, bielorrusso: Буг ou Захо́дні Буг, russo: Буг ou Западный Буг), nasce na região central da Ucrânia e corre para o Oeste, formando parte da fronteira entre aquele país e a Polônia, passa pela divisa polaco-bielorrussa, entra na Polônia, e desagua no rio Narew perto de Serock (atualmente o lago artificial de Zegrze). A parte entre o lago e o rio Vístula algumas vezes é chamada de Bugo-Narew. O rio Vístula desemboca no mar Báltico.
O Bug Ocidental tem 772 km de comprimento (587 km na Polônia) e é o quarto rio mais longo da Polônia. Sua bacia hidrográfica é cerca de 39 420 km² (19 284 km² na Polônia).
O Bug Ocidental está ligado ao rio rio Dniepre pelo canal canal Dniepre-Bug.
Tradicionalmente o Bug Ocidental foi também  considerado o limite etnográfico entre ortodoxos e católicos. 
O Bug Ocidental foi a linha divisória entre as forças alemãs e os russos logo após a invasão da Polônia em 1939 na Segunda Guerra Mundial.

## Cidades
- Wyszków
- Drohiczyn
- Brest
- Terespol
- Włodawa
- Hrubieszów
- Serock

## Afluentes

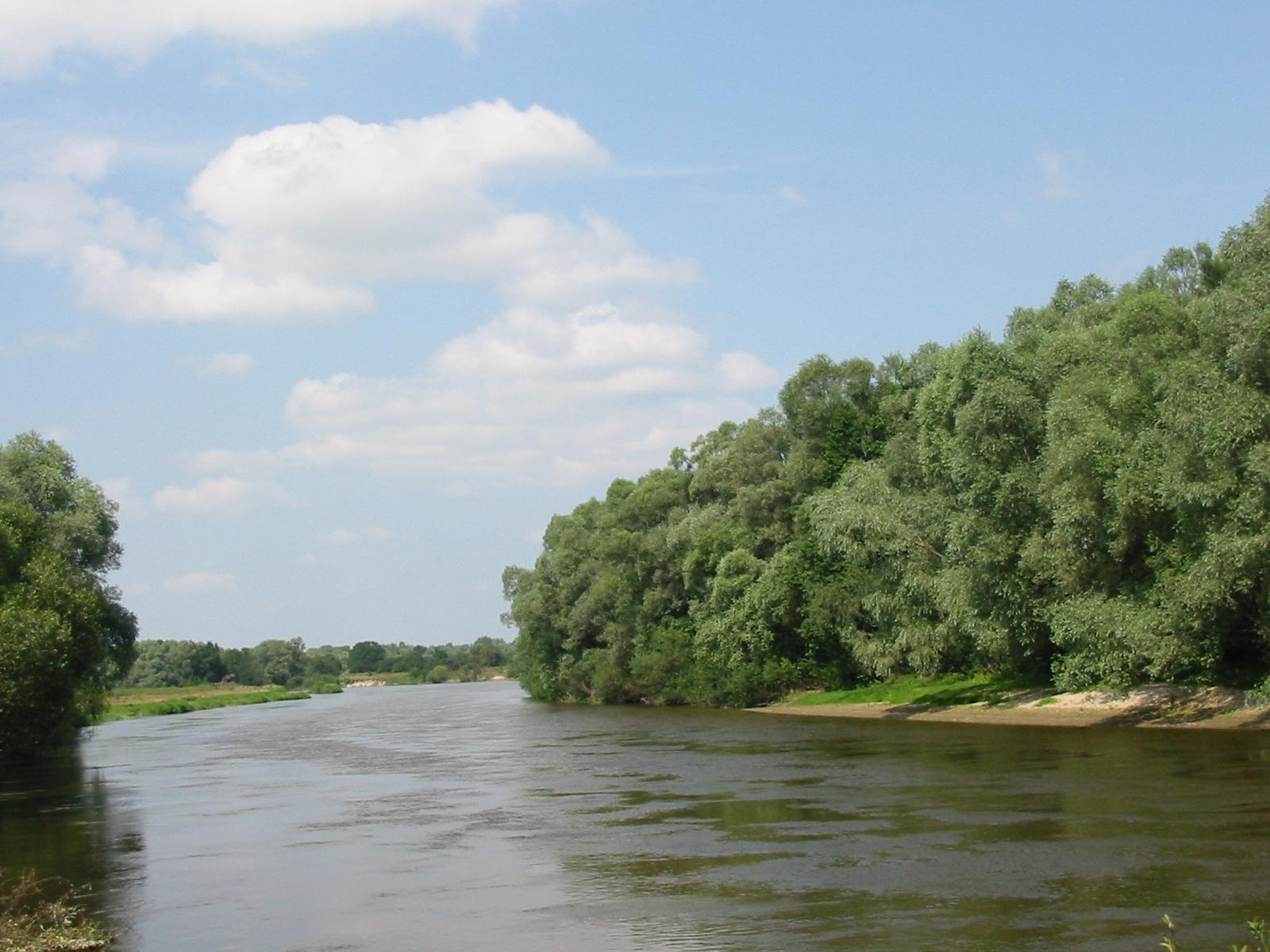
Bug Ocidental em Włodawa

- Poltva
- Sołokija
- Bukowa
- Huczwa
- Uherka
- Włodawka
- Krzna
- Liwiec
- Ług
- Mukhavets
- Leśna
- Nurzec
- Brok